# Katherine Obiang
Katherine Obiang es una actriz y presentadora nigeriana-camerunesa. Ha protagonizado películas y series de televisión de Nollywood. Participó en la película The Women y ganó en la categoría mejor actriz de reparto Best of Nollywood Awards 2017 junto a Kate Henshaw y Omoni Oboli.

## Biografía
Obiang tiene ascendencia camerunesa por parte paterna y niageriana por parte materno.

## Carrera profesional
Durante su carrera se ha desempeñado como actriz, animadora y presentadora de televisión. Trabajó como presentadora de televisión para la Autoridad de Televisión de Nigeria (NTA) en AM Express (programa matutino) y Nigerian Info 99.3FM y ha participado películas como Lekki Wives, We Don't Live Here Anymore, y Journey to Self.

## Filmografía
- The Women (2017)[8]
- We Don't Live Here Anymore (2018)[9]
- Lekki Wives (2012)[10]
- Journey to Self (2012)[11]
- Love and War (2013)[11]
- Heaven's Hell (2019)[12]

## Premios y nominaciones
| Año  | Premios                                      | Categoría                                                                                              | Resultado | Ref.          |
| ---- | -------------------------------------------- | --- | --------- | ------------- |
| 2013 | Best of Nollywood Awards                     | Mejor actriz de reparto en una película inglesa                                                        | Nominada  | [ 13 ]        |
| 2014 | Premios al mérito de las emisoras nigerianas | Actriz del año (Elección de los espectadores) - En memoria del difunto embajador Segun Olushola        | Nominada  | [ 14 ] [ 15 ] |
| 2014 | Premios al mérito de las emisoras nigerianas | Presentador destacado de programas de radio (mediodía / hora del almuerzo de 11.00 a. m. A 4.00 p. m.) | Nominada  | [ 1 ] [ 13 ]  |
| 2017 | Best of Nollywood Awards                     | Mejor Actriz de Reparto (Inglés) - The Women                                                           | Ganador   | [ 16 ]        |

## Vida personal
Obiang estuvo casada con el presentador de Who Wants to be a Millionaire, Frank Edoho, durante siete años con tres hijos, pero se separaron en 2011 y el matrimonio terminó en 2013 debido a violencia doméstica. Sin embargo Frank negó haber golpeado a su exesposa.